# Konakli

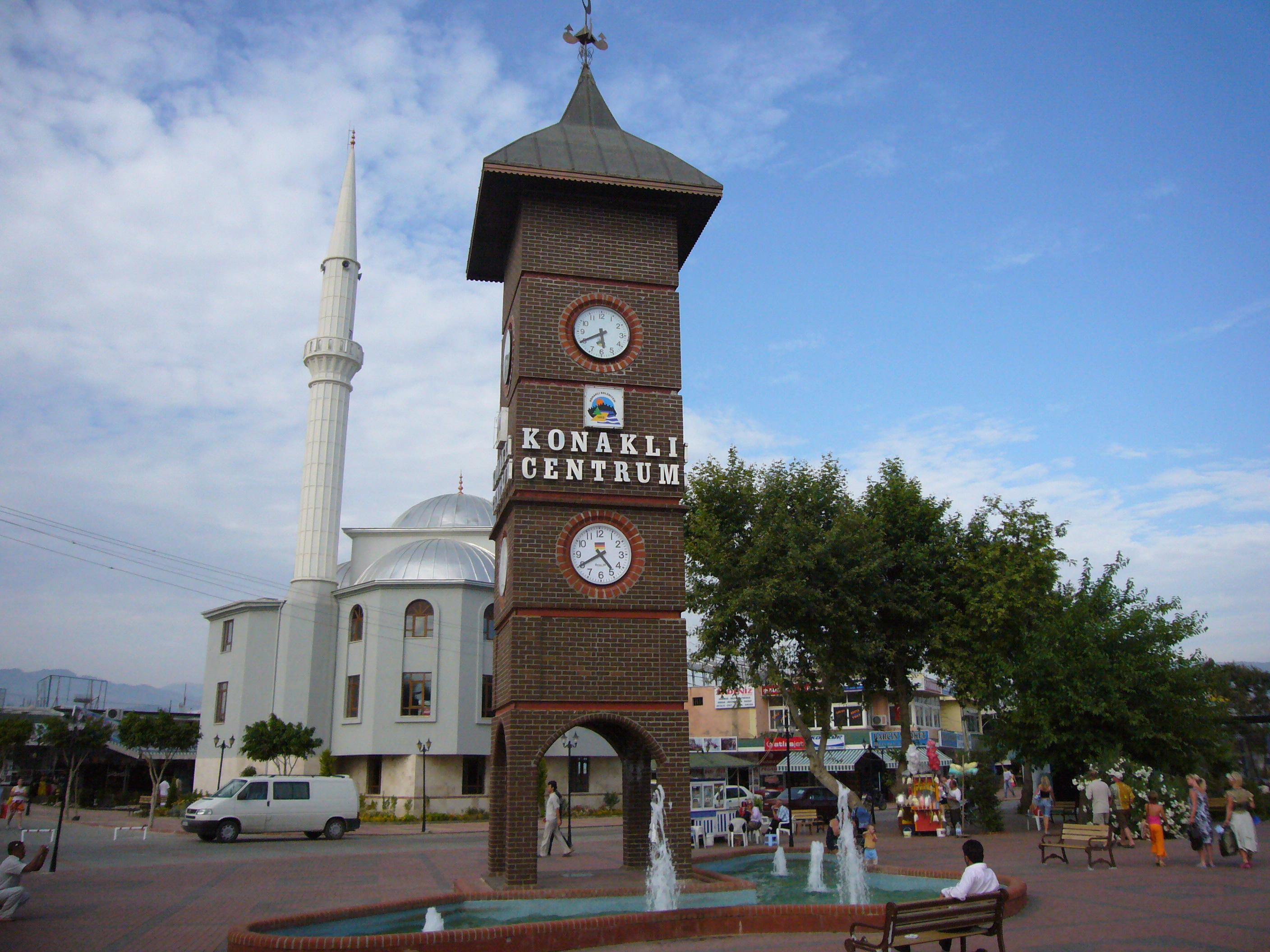
Zentrum von Konakli

Konakli (türkisch Konaklı) ist eine türkische Stadt in der Provinz Antalya ca. 12 km westlich der Kreisstadt Alanya gelegen. Die Einwohnerzahl beträgt 17.966 (Stand: Ende 2022).
Auf Grund seiner direkten Lage am Mittelmeer und seines ganzjährigen milden Klimas entwickelte sich Konakli in den letzten Jahren zu einem beliebten Ferienort an der Türkischen Riviera. Der intensive Ausbau der touristischen Infrastruktur förderte einen starken Anstieg der Einwohnerzahl und beschleunigte den Aufstieg des ursprünglich kleinen Dorfes zu einer Stadt. Bereits im Jahr 2000 verzeichnete Konakli mehr als 28.000 Einwohner. Ein nicht unerheblicher Teil der Bevölkerung wird von zugezogenen Russen, Skandinaviern und Deutschen gestellt, die dort Immobilien erworben haben. 
Neben dem Tourismus bestimmt traditionell der Gemüseanbau das Wirtschaftsleben des Ortes.    
Über die Schnellstraße D400 ist die Stadt mit den Oberzentren Antalya und Alanya verkehrsgünstig angeschlossen. 
Seit 2008 unterhält Konakli eine Städtepartnerschaft mit der deutschen Stadt Helmstedt.